# ماريانا براسيتي
ماريانا براسيتي كويفاس (26 يوليو 1825 – 25 فبراير 1903) هي إحدى الشخصيات الوطنية وزعيمة حركة استقلال بورتوريكو في ستينيات القرن التاسع عشر. يُنسب إليها حياكة العلم الذي كان من المقرر استخدامه كشعار وطني لبورتوريكو في محاولة للإطاحة بالحكومة الإسبانية في الجزيرة، وتأسيس الجزيرة كجمهورية ذات سيادة. سميت هذه الحركة بانتفاضة لاريس، وعرف علم براسيتي باسم علم لاريس. اعتمد تصميم العلم لاحقًا باعتباره العلم الرسمي لبلدية لاريس، بورتوريكو.

## نشأتها
ولدت براسيتي في مدينة أنياسكو، بورتوريكو، تطورت علاقة رومانسية بينها وبين ميغيل روخاس لوزاردو، وهو رجل أعمال فنزويلي ثري واحد زوار مدينة أنياسكو. امتلك روخاس وشقيقه مانويل مزرعة للبن بالقرب من لاريس. كان ميغيل ومانويل روخاس من المعجبين بالدكتور رامون إيميتريو بيتانسس وتأثروا بأفكاره عن الاستقلال في بورتوريكو وخارجها. تزوجت براسيتي من روخاس وأنجبت منه أطفالًا.

## أول علم لحركة الاستقلال في بورتوريكو
انتقلت براسيتي بعد زواجها إلى مزرعة روخاس، والتي كان من المقرر أن تصبح النواة السرية للثورة التي عرفت باسم انتفاضة لاريس. أدى إعجاب عائلة روخاس ببيتانسس إلى الانضمام إلى خطته بالتمرد ضد إسبانيا والحصول على الاستقلال عنها.
أصبح الأخوان روخاس قادة الاستقلال في لاريس، وحملوا الاسم الرمزي سنترو برافو (مركز برافو). تولى مانويل روخاس قيادة جيش التحرير. تولى ماتياس بروغمان قيادة حركة الاستقلال في ماياجويز، وحملت مجموعته  الاسم الرمزي كابا بريتو (الرأس المظلم).
لقبت براسيتي برازو دي أورو (الذراع الذهبية)، وتولت قيادة مجلس لاريس الثوري. كلفها بيتانسس بمهمة حياكة العلم لجمهورية بورتوريكو المستقبلية الأول (على غرار علم جمهورية الدومينيكان). استخدمت براسيتي في الحياكة المواد التي قدمها إدوفيجيس بوشامب ستيرلنغ، الذي عينه بيتانسيس أمين صندوق الثورة، صممت براسيتي العلم وحاكته آخذةً بعين الاعتبار اقتراحات بيتانسيس.  قسم العلم من المنتصف بصليب لاتيني أبيض اللون، ولونت الزاويتان السفليتان باللون الأحمر، والزاويتان العلويتان باللون الأزرق. وضعت نجمة بيضاء في الزاوية الزرقاء اليسرى العليا. فسر الشاعر البورتريكي لويس لورنس توريس رمزيات العلم على الشكل التالي: يرمز الصليب الأبيض الموجود على العلم الثوري إلى التوق إلى خلاص الوطن؛ بينما ترمز المربعات الحمراء إلى دماء الأبطال الثوار، وترمز النجمة البيضاء في المساحة الزرقاء إلى الحرية.

## انتفاضة لاريس
انطلقت الانتفاضة في صباح يوم 23 سبتمبر 1868، التقى جيش قوامه حوالي 800 رجل في مزرعة إل تريونفو، وشرع مانويل روخاس في الاستيلاء على بلدة لاريس، وبدء الثورة التي عرفت باسم انتفاضة لاريس. نُصّب علم براسيتي على المذبح العالي للكنيسة الباروكية بجرد الاستيلاء على المدينة. أعلن الثوار استقلال جمهورية بورتوريكو، وأدى فرانسيسكو راميريز ميدينا اليمين الدستورية كأول رئيس لها واحتفلوا بقداس سريع.
غادرت قوات الثوار للسيطرة على المدينة التالية، سان سيباستيان ديل بيبينو. اصطدمت المجموعة بمقاومة قوية من الميليشيا الإسبانية، ما نشر الارتباك بين الثوار المسلحين الذين تراجعوا إلى لاريس بقيادة مانويل روخاس. بدأت الميليشيا الإسبانية باعتقال المتمردين بناءً على أمر من الحاكم جوليان بافيا. سجن جميع الناجين، بما في ذلك براسيتي، في أريسيبو وسرعان ما انتهت حركة التمرد. أخذ ضابط في الجيش الإسباني علم لاريس الأصلي كجائزة حرب، وسلم بعد سنوات عديدة إلى شعب بورتوريكو. يعرض العلم الآن في متحف جامعة بورتوريكو. مات ثمانون من السجناء في السجن، بينما عاشت براسيتي وأُطلق سراحها في 20 يناير 1869، بفعل العفو العام الذي منحته حكومة الجمهورية الإسبانية الجديدة. توفيت ماريانا براسيتي في بلدية أنياسكو، بورتوريكو عام 1903، ودُفنت في ساحة أنياسكو. ويوجد نصب تذكاري لتكريمها في المكان الذي دفنت فيه.